# Michael Strahan
Michael Strahan (* 21. November 1971 in Houston, Texas) ist ein US-amerikanischer Fernsehmoderator, ehemaliger American-Football-Spieler auf der Position des Defensive Ends und Weltraumtourist. Er spielte 15 Jahre bei den New York Giants in der National Football League (NFL) und gewann mit ihnen in seiner letzten Saison den Super Bowl (XLII).

## Karriere

### American Football
Michael Strahan wuchs als Sohn eines amerikanischen Soldaten in Mannheim auf. Dort begann er bereits als Jugendlicher mit American Football an einer amerikanischen High School im Benjamin Franklin Village in Mannheim-Käfertal.
Nach einem Studium an der Texas Southern University wurde er 1993 in der zweiten Runde der NFL Draft von den New York Giants ausgewählt. Dort zählte er als Abwehrspieler zu den Leistungsträgern. In den Jahren 1997 bis 1999, 2001 bis 2003 und 2005 wurde er siebenmal in den Pro Bowl gewählt. Im Jahr 2001 erzielte er 22,5 Sacks, die meisten in der Liga. In diesem Jahr wurde er auch zum Defensive Player of the Year gewählt. Am 3. Februar 2008 gewann Strahan mit den New York Giants den Super Bowl XLII gegen die favorisierten New England Patriots.
Im Juni 2008, vier Monate nach dem Gewinn des Super Bowls beendete der damals 36-Jährige seine Karriere. Im Februar 2014 wurde er in die Pro Football Hall of Fame aufgenommen.

### Fernsehen
Nach dem Ende seiner Spielerkarriere wurde Strahan zunächst für die Sendung Fox NFL Sunday engagiert, wo er mit anderen ehemaligen Footballstars wie Terry Bradshaw und Howie Long zusammenarbeitete.
Am 1. Oktober 2010 ersetzte Strahan erstmals den verhinderten Regis Philbin als Moderator der Show Live! with Regis and Kelly. Als Philbin einige Monate später die Sendung verließ, war Strahan einer von mehreren Gast-Moderatoren an der Seite von Kelly Ripa. Seit dem 4. September 2012 ist er fester Moderator der Sendung, die mittlerweile den Namen Live! with Kelly and Michael trägt. Am 19. April 2016 gab ABC bekannt, dass Strahan die Show verlassen wird, um Vollzeit für Good Morning America zu arbeiten.

### Raumflug
Am 11. Dezember 2021 nahm Strahan an dem touristischen Raumflug Blue Origin NS-19 teil. Mit 1,96 m ist er damit der bisher größte Mensch, der den Weltraum erreicht hat.